# Lada, Teleorman
Lada este un sat în comuna Tătărăștii de Jos din județul Teleorman, Muntenia, România. Se află în partea de nord a județului,  în Câmpia Găvanu-Burdea. La recensământul din 2002 avea o populație de 397 locuitori.